# Asmenistis
Asmenistis é um gênero de traça pertencente à família Agonoxenidae.